# Guichenotia angustifolia
Guichenotia angustifolia là một loài thực vật có hoa trong họ Cẩm quỳ. Loài này được (Turcz.) Druce mô tả khoa học đầu tiên năm 1916.